# Castianeira plorans
Castianeira plorans là một loài nhện trong họ Corinnidae.
Loài này thuộc chi Castianeira. Castianeira plorans được Octavius Pickard-Cambridge miêu tả năm 1898.